# پاتریک والری
پاتریک والری (انگلیسی: Patrick Valéry؛ زادهٔ ۳ ژوئیهٔ ۱۹۶۹) بازیکن فوتبال اهل فرانسه است.
از باشگاه‌هایی که در آن بازی کرده‌است می‌توان به باشگاه فوتبال بلکبرن روورز، باشگاه فوتبال باستیا، باشگاه فوتبال آریس سالونیک، باشگاه فوتبال تولوز، و باشگاه فوتبال موناکو اشاره کرد.